# Archeologie Súdánu

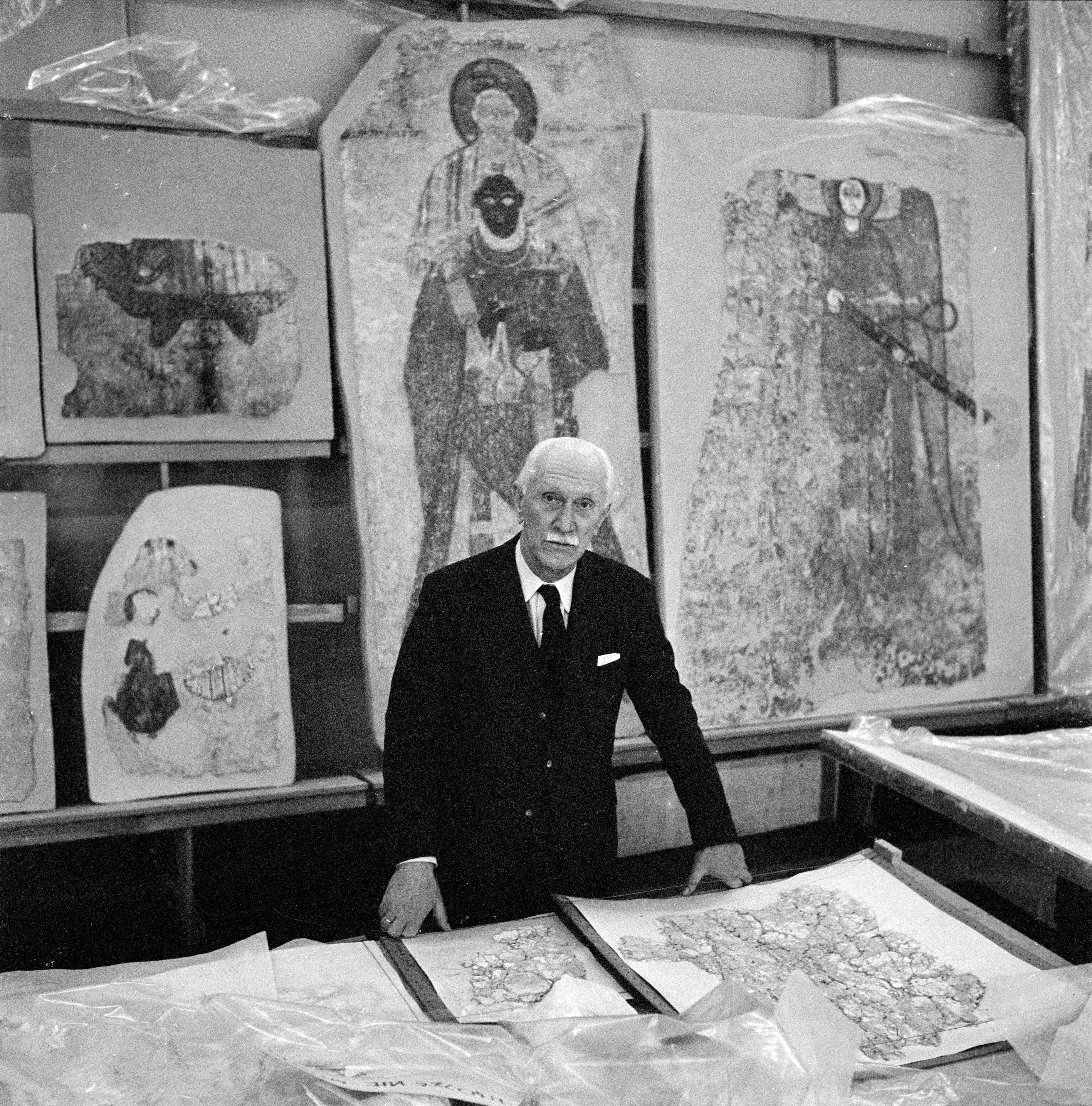
Kazimierz Michałowski

Archeologie Súdánu (také núbiologie, poprvé užito Kazimierzem Michałowskim v 60. letech) je obor archeologie se zaměřením na studium Súdánu a jeho památek. Archeologie Súdánu byla po dlouhou dobu součástí oboru egyptologie, a částečně jí zůstává dodnes, protože mnoho nápisů bylo psáno v egyptských hieroglyfech a núbijská kultura byla po dlouhou dobu egyptskou silně ovlivňována. Většina archeologů zabývajících se vykopávkami v Súdánu byla činná také v Egyptě.
Zájem o archeologické vykopávky v Núbii, historické části Súdánu byly podníceny záměrem egyptské vlády vybudovat na Nilu Asuánskou přehradu, která by část egyptských a súdánských památek zatopila. V letech 1959–1967 pod záštitou UNESCA pracovalo na vykopávkách v Núbii na 40 týmů v celého světa, podílelo se i Československo. Některé stavební památky byly přemístěny z dosahu přehrady, další tisíce předmětů byly zajištěny a převezeny do Evropy a Ameriky. Od roku 1970 mnoho odborníků, kteří se podíleli na záchranných pracích, nadále pracovalo se získanými daty. I po postavení Asuánské přehrady pokračuje archeologický průzkum nezaplavených částí severního Súdánu.
Až v posledních desetiletích se archeologie Súdánu snaží etablovat jako samostatná disciplína. V Polsku je obor zastoupen na Polském institutu středomořské archeologie na Varšavské univerzitě či v Německu na Humboldtově univerzitě v Berlíně.

## Archeologové zabývající se Súdánem
19. století
- Giuseppe Ferlini (1800–1870)
- John Garstang (1876–1956)

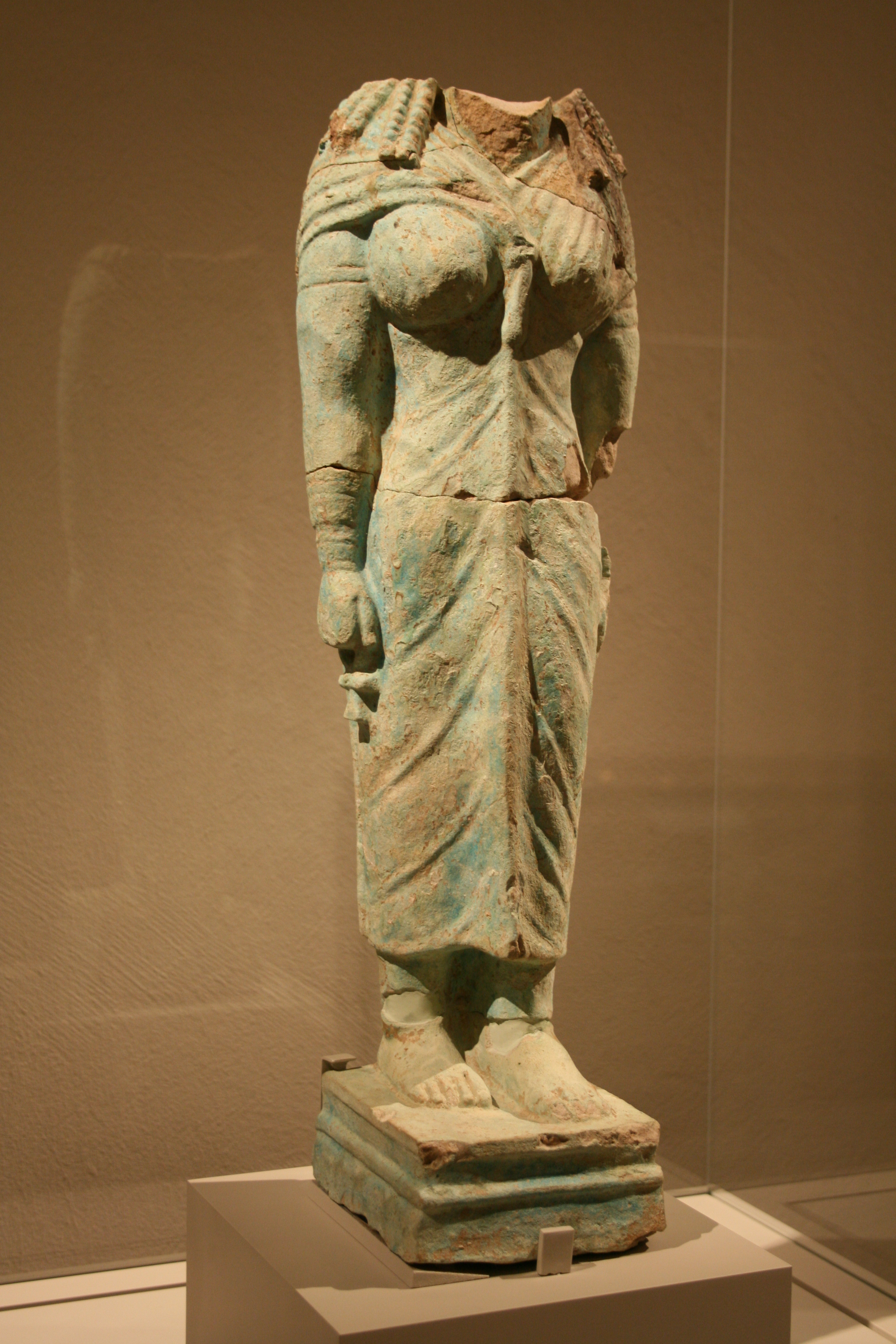
Socha bohyně Isis z núbijské Naqy, dnes v Egyptském muzeu v Berlíně

- Francis Llewellyn Griffith (1862–1934)
- Karl Richard Lepsius (1810–1884)

20. století
- Kazimierz Michałowski (1901–1981)
- George Andrew Reisner (1867–1942)
- László Török (*1941)
- Steffen Wenig (*1934)

21. století
- Claudia Näserová
- Dietrich Wildung (* 1941)
- Derek A. Welsby (*1956)
- Angelika Lohwasserová (*1967)